# Lenguas chimbu-wahgi
Las lenguas Chimbu-Wahgi (o chimbuwajgui) son una familia propuesta de lenguas papúes clasificadas dentro de las lenguas trans-neoguineanas. Existen pocas dudas de que las lenguas chimbu-wahgi es un grupo filogenético válido.

## Clasificación
La clasificación interna de estas lenguas dada por Ethnologue es:
- Chimbu-Wahgi
  - Rama chimbu: Chuave, Dom, Golin, Kuman (Chimbu), Nomane, Salt-Yui, Sinasina
  - Rama hagen
    - Melpa (Medlpa)
    - Rama kaugel: Imbo Ungu, Mbo-Ung, Umbu-Ungu

  - Rama jimi: Maring, Narak, Kandawo
  - Rama wahgi: Nii, Wahgi, North Wahgi

## Descripción lingüística
Muchas lenguas chimbu-wahgi posee una consonante lateral poco frecuente, ver nii, wahgi y kumano.

### Comparación léxica
Los numerales en diferentes lenguas chimbu-wahgi son:
| GLOSA | Chimbu            | Chimbu              | Chimbu             | Chimbu        | Hagen         | Jimi      | Wahgi          | Wahgi  | PROTO- CHIMBU   |
| GLOSA | Chuave            | Golin               | Kuman              | Salt-Yui      | Umbu-Ungu     | Kandawo   | Wahgi          | Nii    | PROTO- CHIMBU   |
| ----- | ----------------- | ------------------- | ------------------ | ------------- | ------------- | --------- | -------------- | ------ | --------------- |
| '1'   | towane            | taran               | suwara             | taniga        | tele          | taimane   | endi           | endéim | *ta(ni)         |
| '2'   | suo / surai       | su / sutan          | suwo               | sutani        | talo          | soka      | tal            | ral    | *suwo / *talo   |
| '3'   | suraiye           | sutakobe            | suwota             | sui tai dire  | yepoko        | soka ta   | tal eni ka     |        | *su(wo) ta      |
| '4'   | suo suo           | sui sui             | suwo suwo          | sui sui dire  | kise          | soka soka | tal si tal     |        | *suwo suwo      |
| '5'   | okonom koro muruo | anan kole muru      | ongino koglon      | ana holulu    | te pakera     |           | angil gi yemte |        | *aŋam koro      |
| '6'   | 5+1               | 5+1 / 2+2+2         | 5+1                | 5+1           | talo pakera   |           |                |        | *5+1            |
| '7'   | 5+2               | 5+2 / 2+2+2+1       | 5+2                | 5+2           | yepoko pakera |           |                |        | *5+2            |
| '8'   | 5+3               | 5+3 / 2+2+2+2       | 5+3                | 5+3           | engaki        |           |                |        | *5+3            |
| '9'   | 5+4               | 5+4 / 2+2+2+2+1     | 5+4                | 5+4           |               |           |                |        | *5+4            |
| '10'  | okonom koro koro  | anan kole kole muru | ongino koglo koglo | ana holo holo |               |           |                |        | *aŋam koro koro |